# Wang Xiaotong
Pour les articles homonymes, voir Xiaotong.
Wang Xiaotong (王孝通) (580 AD-640), aussi connu sous le nom de Wang Hs'iao-t ung, est un mathématicien chinois et un calendariste. Il est célèbre comme l'auteur du Jigu Suanjing (Continuation des anciennes mathématiques), l'un des dix travaux recueillis dans le Suanjing shi shu (Ten Computational Canons ou les « Dix Canons du calcul ») pendant la Dynastie Tang.

## Histoire
Il a présenté ce travail à Li Yuan, le premier empereur de la Dynastie Tang, accompagné d'une brève biographie.
Selon cette autobiographie, il s'est intéressé aux mathématiques à un jeune âge. Après une étude des Les Neuf Chapitres sur l'art mathématique, et en particulier le commentaire de Liu Hui, Wang est devenu professeur de mathématiques, et, plus tard, directeur adjoint du Bureau Astronomique.
Il était connu que le calendrier chinois de l'époque avait besoin d'une réforme, car, bien qu'en fonctionnement depuis seulement quelques années, les prédictions des éclipses commençaient déjà à ne plus être assez précises. En 623, avec Zu Xiaosun (en), un fonctionnaire de l'état, il a été affecté au rapport sur les problèmes avec le calendrier—rendu obsolète à cause des décalages sur les éclipses de soleil. En fait, Wang n'a pas procédé avec une approche sophistiquée ; il a proposé d'ignorer l'irrégularité du mouvement du soleil et aussi la précession des équinoxes —toutes deux avaient déjà été intégrées dans les calculs du calendrier par Zu Chongzhi au cinquième siècle.

## Jigu Suanjing
Sa contribution majeure a été le Jigu Suanjing (« Continuation des anciennes mathématiques », 缉古算经), écrit avant l'an 626. Jigu Suanjing est devenu un texte pour les examens impériaux ; il a été inclus comme l'un des Dix Canons du calcul dès sa réimpression en 1084.
Le livre contient 20 problèmes se basant principalement sur les travaux de génie pour la construction d'une tour d'observation astronomique, d'une digue, le creusement du lit d'un canal etc. et sur le triangle rectangle, mais dont le but est de s'occuper de la solution des équations cubiques, c'est le premier ouvrage chinois connu qui s'en soit occupé.
Dans Jigu Suanjin, Wang a établi et résolu 25 équations cubiques de la forme:
{\displaystyle x^{3}+px^{2}+qx=N}, avec deux équations quadratiques et deux doubles équation du second degré.
Le travail de Wang aura une influence sur les mathématiciens chinois suivants, mais il[Qui ?] est également dit que c'était ses idées sur les équations cubiques qui ont influencé Leonardo Fibonacci[réf. nécessaire] après transmission à travers le monde islamique.

## Sources
- Jean-Claude Martzloff, Histoire des mathématiques chinoises (Paris, 1987).
- Y Mikami, The Development of Mathematics in China and Japan, chapter 8 « Wang Hsiao-Tung and Cubic Equations », pp 53 à 56, réimpression de l'édition de 1913 ed (New York, 1974).
- B Qian (ed.), Ten Mathematical Classics (Chinois) (Pékin, 1963).
- Y Ruan, Biographies of Mathematicians and Astronomers (Chinois) 1 (Shanghai, 1955).
- K Shen, J N Crossley et A W-C Lun , The nine chapters on the mathematical art : Companion and commentary (Beijing, 1999).